# Divided We Fall (film)
Cet article concerne le film de Jeff Burr. Pour le film Jan Hřebejk, voir Divided We Fall.
Divided We Fall est un film américain réalisé par Jeff Burr et Kevin Meyer (en), sorti en 1982.

## Fiche technique
- Titre : Divided We Fall
- Réalisation : Jeff Burr et Kevin Meyer
- Scénario : Kevin Meyer
- Production : Université de Californie du Sud
- Genre : drame
- Date de sortie : 1982 à Los Angeles

## Distribution
- John Agar : officier Yankee
- Jim S. Cash : frère Confédéré
- David Cloud : frère de l'Union
- Nicholas Guest (en) : ami de l'Union
- Tex Hill : officié Confédéré
- R. A. Mihailoff : soldat de l'Union
- Willard E. Pugh : Runaway Slave
- Michael Shamus Wiles : soldat de l'Union
- Tom Yates : soldat de l'Union

## Récompenses et distinctions
- 1984 : CINE Eagle, catégorie Pre-Professional pour Jeff Burr et Kevin Meyer,
- 1984 : Gold Award du meilleur film étudiant,
- 1986 : Student Award au Canadian International Film and Video Festival.